# 新德里全印医学科学研究所
新德里全印医学科学研究所（英語：All India Institute of Medical Sciences, New Delhi，缩写为AIIMS (New Delhi)）是位于印度的新德里的一所集医院和公立医学院于一体的大型医学研究机构，拥有18933名医学生  。在印度教育部颁布的医学院排行榜上位列榜首，QS世界大学排名也将其列为南亚地区质量最好的医学院。